# Парк 2800. годишњице Јеревана
Парк 2800. годишњице Јеревана (јавни парк у административном округу Кентрон у Јеревану), познат и као Вардањанов парк, отворен је 10. маја 2019. Парк је поклон Микајела и Карен Вардањан на 2800. годишњицу оснивања града Јеревана.
Парк је окружен улицама Италије, Бејрута, Хоренаци и Светог Григора Просветитеља. Парк се простире између статуа Степана Шаумјана и Александра Мјасникијана.

## Историја
Раније је ово подручје било маргинални део Енглеског парка. Након изградње улице Италије 2002. године, чинило се да се ова локација претворила у острво. Због неодржавања подручја и његовог лошег стања, престао је да служи као јавни парк. У то време дрвеће парка је било болесно, старо и труло, клупе су оштећене, фонтане уништене и нису функционисале. Управо у овој области је почетком 2018. почела изградња Парка 2800. годишњице Јеревана, а завршена је 2019. године. Пола године је било потребно за израду пројекта и још годину и по за завршетак изградње парка. Према новом архитектонском пројекту, током изградње све је промењено у парку укључујући и замену тла на територији парка.
Свечаној церемонији отварања парка, која је одржана 10. маја 2019, присуствовали су премијер Јерменије, градоначелник Јеревана и бројни гости. Парк је у потпуности изграђен уз финансијску подршку добротворне фондације „Породица Вардањан“. Аутор пројекта је Карен Вардањан. За реализацију овог пројекта утрошено је 5 милиона и 300 хиљада америчких долара.
Поред изградње парка, од 2019. године добротворна фондација „Породица Вардањан” покриваће и трошкове неге и одржавања парка у периоду од наредних 99 година.

## Зелена површина
Зелена површина парка је 7.500 м2. У парку има 70 врста дрвећа и 369 стабала. Узимајући у обзир климатске услове Јерменије, 250 јединствених и егзотичних стабала као што су Hamamelis „Ruby Glow“, Fagus sylvatica „Purpurea Tricolor“, Magnolia acuminata, Oxydendrum arboreum, Stewartia pseudocamellia, Heptacodium miconioides, Pterostyrax hispidus, пажљиво су одабрани и увезени за садњу у парку. У парку се налазе и шарене и лепе цветне гредице. Парк је обострано ограђен оградом од жбуња врсте Ligustrum vulgare (Калина). Зелене површине се наводњавају аутоматизованим аутономним системом кап по кап и прскалицама. Наводњавање се врши само ноћу како се посетиоци не би узнемиравали.

## Фонтане
Сваке године парковске фонтане се пале почетком маја и гасе крајем октобра у зависности од временских услова. Све фонтане раде свакодневно од 11:00 до поноћи, а у мају и октобру до 21:00. Осветљење фонтана се аутоматски укључује увече у сумрак и искључује се у поноћ.
У парку се налази 5 врста фонтана са разнобојним осветљењем и гранитним базенима: пешачке, са млазовима воде, ротирајуће, пенушаве и лучне. Базени свих фонтана у парку су направљени од гранита у 2 боје. Гранитне плочице гравиране су јерменским традиционалним орнаментима.
Комплекс фонтана се састоји од 10 базена по 5 са сваке стране и фонтана са 2800 млазница украшених јерменским орнаментима од алуминијума. На оба краја комплекса налазе се чесме. Дизајн гранитних и алуминијумских шара за сваки од 10 базена је јединствен и непоновљив.
У централном делу парка налази се мапа ружичастог кварцита са угравираним именима 12 административних округа Јеревана. Мапа је окружена фонтанама.
У парку је постављен водени лук са 30 водених млазница. Према веровањима посетилаца, шетња кроз лучну фонтану има лековито дејство.
У парку је изграђен и трг, урезан у облику мапе мањег обима града Јеревана, са 45 млазница воде која се диже. Опремљен је са четири сензора који омогућавају промену динамике фонтане додиром. Увече је подручје окружено осветљеном шареном маглом, која повремено избија са површине земље. Река Храздан са своја 4 моста је такође симболизована на карти плавим гранитом.
За разлику од обичних фонтана, изграђен је подземни моћни објекат са базенима, савременим системима цеви и пумпи како би се обезбедило одржавање и леп изглед фонтана Парка 2800 година Јеревана и обезбедила безбедност и удобност посетилаца.

## Тротоари
Тротоари парка укупне површине 5.420 м2 састоје се од 500.000 комада гранитних блокова у 7 боја величине 10x10x5 цм. Цела површина испод тротоара је армирана бетоном и има одговарајући дренажни систем. Обрасци плочника парка су скоро у потпуности преузети са украса древних традиционалних јерменских ћилима, а део украса понавља узорке тврђаве Еребуни из урартуског доба.
У средини тротоара је уска дугуљаста стаза украшена шарама јерменских ћилима. Декоративни систем ћилима, посебно типа „чартар“, који се одликује међусобно повезаним ланцима крупних творевина у облику дијаманта, налази се у основи структуре ћилима. Представљена је главна композиција касног периода ћилима типа змај - „Khndzoresk”. Садржи симбол Сунца који представља вечни сукоб добра и зла и осам стилизација Змаја који окружују Сунце. Обрасци „дрвета живота“ покренутих од симбола Сунца представљају победу добра и идеју вечног живота. Линеарна верзија централног сектора змајевог тепиха „Гухар” тканог 1680. године налази се у центру великог орнамента у облику дијаманта. Углови су украшени стилизованим фигурама змајева типичним за ћилиме змајева касног периода, типа „Masyatsotn“ и степенастим дијамантима типичним за тепихе типа „Чартар“.

## Статуе
У парку је постављено седам бронзаних статуа које су наручене и израђене посебно за Парк 2800. годишњице Јеревана. Улаз у парк красе бронзане статуе бикова и лавова направљене по аналогији са фрескама тврђаве Еребуни. У четири угла фонтане која има облик мапе Јеревана налазе се четири бронзане статуе деце („Машта“, „Брига“, „Чедност“, „Срећа“), као и статуа детета са чамцем („Детињство”) на месту које симболизује Јереванско језеро. Статуе представљају слике деце града Јеревана 1970-их и 1980-их.
Статуе постављене у парку израдила је група вајара на челу са Арменом Самвељаном.

## Занимљивости
- На територији парка налази се 76 клупа, 62 канте за смеће и 126 светиљки оригиналног дизајна, специјално направљених за овај парк. Највећи број врста дрвећа, клупа, канти за смеће и лампе на 1 м2 у Јерменији може се наћи у Парку 2800. годишњице Јеревана.[10]
- Орнаменти и алуминијумске шаре на гранитним површинама архитектонских елемената у парку урађене су шарама познатих архитектонских споменика аутора Александра Таманијана, Џима Торосијана, Рафајела Исраелијана, Степана Куркчијана и Марка Григоријана.
- На крају парка налази се статуа Александра Мјасникијана (вајар Ара Шираз, архитекта Џим Торосјан), подигнута 1980. године. У сваком случају, статуа Александра Мјасникијана нема никакве везе са Парком 2800 година Јеревана, који је у надлежности општине Јереван. Статуу одржава Министарство културе Јерменије.

Током 2020-2022. године, на иницијативу и финансирање Микаела и Карен Вардањан, обновљен је споменички комплекс који је био у небезбедном стању.
- У парку је постављен сензор ветра, којим се, у зависности од јачине ветра, лучна фонтана аутоматски гаси, а млазови воде осталих фонтана се смањују како не би прскали посетиоце.
- У парку се налази обелиск са симболима тврђаве Еребуни и града Јеревана, који представља кратке информације о парку на 4 језика.
- Главни предуслов који су филантропи Микаел и Карен Вардањан поставили општини Јереван је да парк остане у власништву заједнице Јеревана и да свака пословна активност на територији парка мора бити забрањена.
- Улаз у парк је бесплатан.